# 緋村由衣
緋村 由衣（ひむら ゆい、1986年9月17日 - ）は、日本のAV女優。
身長:163cm。スリーサイズ:B90(G)・W60・H88。

## 略歴
2008年にAVデビュー。

## 出演作品

### アダルトビデオ
2007年
- SOFT ON DEMAND 女子社員スペシャル野球拳 in SOD社員旅行(日村唯名義)

2008年
- 催眠治療の「猥褻行為」全記録ビデオ 5 （6月3日、プレステージ）
- ギャルは中出し、時々、3P 3 （6月27日、VIP）
- 女子校生 性感オイルマッサージ vol.03 （7月2日、プレステージ）オムニバス作品
- 巨乳でヤリマンの私たちが路線バスをジャックする （7月7日、カッコイイ!）
- 催眠カウンセラー失神強姦ビデオ （7月12日、ラハイナ東海）
- RakuRa女王様のミストレスレズ奴隷 3 （7月25日、ジャネス）
- 渋谷BLACK VS 横浜BLACK 超有名2大ギャルサーが関東最強の座を賭けて真剣バトル!! （8月7日、GARCON）
- 巨乳ライフセーバー （8月7日、アキノリ）
- 渋谷BLACK VS 横浜BLACK 超有名2大ギャルサーが関東最強の座を賭けて真剣バトル!! （8月7日、GARCON）
- 敬語で責める手コキ接吻パイズリ 巨乳痴女の連続射精 （8月8日、アフロフィルム）
- 女子高生尻コキ （8月8日、大久保ヤンキース）
- ブーツが似合う女のペニバン調教 （8月25日、未来・フューチャー）
- 生姦・中出し極上素人娘 アタックマン スキモノ夏女 大増殖中 （9月4日、ヒビノ）
- Gカップライフセーバー （9月4日、アキノリ）
- 第2回 史上最強ギャル キャットファイトグランプリ!! 予選ラウンド （9月4日、GARCON）
- ミストレスな陵辱レズ 3 （9月19日、スタイルアート）
- 女子校生 黒タイツレズ 4 （9月25日、ジャネス）
- おはズボッ! こんなに突かれたら、夢にまで出てきそう! （9月30日、アテナ映像）
- 第2回 史上最強ギャル キャットファイトグランプリ!! 決勝ラウンド （10月9日、GARCON）
- 逆ギレする万引き女子校生　（10月11日、ラハイナ東海）
- コインランドリーでスッポンポン （10月23日、Hunter）
- キレイなお姉さんに亀頭をツバ汁まみれにされ手コキで扱かれてみませんか? （11月5日、ジャネス）
- 巨乳な彼女 1Day SEXDATE （11月6日、アキノリ）
- グチョヌレ競泳水着に擦りつけて射精したい （11月8日、ラハイナ東海）
- 自画撮りオナニーに興奮してマン汁をベチョベチョにする女7人 （11月15日、ジャネス）
- 脱糞直後のアナル舐め手コキ 2 （11月15日、ジャネス）
- ハメ肉殺し 素人調教ドM志願 （11月20日、ヒビノ）
- JAPANESE PARTY HARDCORE PREMIUM EDITION （11月22日、プレミアム）
- 私は痴女 第54報告書 内憂外姦 （12月5日、クリスタル映像）
- 恥辱の姦通エステ 女子校生編 （12月6日、ラハイナ東海）
- 団地妻ソープ 中出し編 3 （12月15日、フォーエバー）
- 巨乳女狩り 35 （12月19日、クリスタル映像）
- kira☆kira2周年特別企画 DANCING15GALS☆大乱交レイブ （12月19日、kira☆kira）

2009年
- 全国最強ギャルサーリーダー対抗 キャットファイト チャンピオンカーニバル!! （1月1日、GARCON）
- ギャルだらけの逆チカン路線バス! vol.03 （1月8日、GARCON）
- 人妻拷問緊縛 4 （1月15日、フォーエバー）
- GLAMOUROUS （1月16日、レアル・ワークス）
- 闇系職業紹介所潜入!! （1月20日、ブリット）
- 女子校生♥パンティこき （1月25日、竜宮城）
- 高級ソープへいらっしゃい 21 （1月30日、クリスタル映像）
- E-BODY （2月13日、E-BODY）
- 爆乳家庭教師 Lesson 2 （2月13日、ビッグモーカル）
- レズ陵辱 2 女生徒に犯られた巨乳女教師 （2月19日、ヒビノ）
- 憧れの先生は絶品ボディ!! 2 （2月20日、クリスタル映像）
- 女教師いじめ 凌辱教室 （3月13日、LEO）
- エッチなお姉さんに誘われて 33（4月24日、ケイ・エム・プロデュース）
- MOODYZファン感謝祭 バコバコバスツアー2009 S級AVギャルのハメまくり大乱交!! (8月1日、MOODYZ)
- レズビアンイズム VOL.03 （8月7日、U&K）
- MOODYZファン感謝祭 裏バコバコバスツアー2009 本編未収録! 深夜のペニス吸引祭り!! (10月1日、MOODYZ)
- 真性M（10月1日、中嶋興業）
- 無料レズエステで気持ちよく綺麗になりませんか?（10月9日、虎堂）

2010年
- ブーツが似合う女のペニバン調教 DX（3月25日、未来 フューチャー）
- 究極ペニバンレズ2（5月19日、スタイルアート/妄想族）
- レズ調教ペニバンブーツマニア 2（5月21日、ケンシロウプロジェクト）
- 同性愛ペニバン調教 2（7月3日、ラハイナ東海）
- オーラル・レズビアン（11月26日、レディース・ルーム）

2011年
- egoist case 解禁 6/7（6月25日、デジタルアーク）